# 严子涛
严子涛（1904年3月1日—1992年10月21日），男，又名顾磊，直隶宝坻（今属天津）人，中华人民共和国政治人物，曾任吉林省人民委员会副省长，中共吉林省委常委，吉林省政协副主席。

## 生平
1933年8月加入中国共产党。任全总华北铁路工会秘书。1935年后任中共华北铁路工委（书记吴德）秘书长、中共河北省委组织部干事。北方局建立了中共北平铁路工作委员会（简称“铁委”），1937年春中共铁委派严子涛指导北平长辛店铁路工人中的民先队工作。
抗战时期任晋察冀边区抗日救国联合会工人部副部长。1938年9月，遵照中共中央和北方局指示精神，中共平津唐点线工作委员会（简称“点线工委”）在天津成立，隶属于长江局，负责领导北平、天津、唐山三个城市和北宁铁路沿线党的工作，机关设在天津法租界寿德大楼（今和平区狗不理饭店）4楼68号房间，地下电台由王士光负责。长江局博古指定由吴德负责。后来，敌后河北省委决定改由葛琛负责，赵耕田（即田野）任中共平津唐点线工作委员会委员，中共天津城市工委书记兼北宁铁路党组织负责人；顾磊任中共平津唐点线工作委员会干事，对外化名李子元，负责天津城委和北宁铁路党组织的联系工作。1939年1月中共平津唐点线工作委员会改由晋察冀分局领导，聂荣臻指示由冀热察区党委书记马辉之代管。1939年5月，冀热察区党委派赵普宣（现名赵非）到天津与顾磊接头，任中共平津唐点线工作委员会书记，负责北平、唐山城委和电台工作，顾磊负责天津城委和铁路沿线党的工作。从1938年9月到1942年2月，顾磊一直任天津城委书记。为便于掩护，顾磊组建了一个假家庭。成员包括两个老人、儿媳和小孙女。为此，顾磊还随老人姓李，化名李子元。1941年7月25日被捕后的叛变者供出了赵普宣和两个通信地址，赵普宣随即被天津日本宪兵队逮捕。为防止平津党组织遭受更大的破坏，1942年2月晋察冀分局通知顾磊撤回根据地，1942年3月到北岳根据地向晋察冀分局城委刘仁和刘慎之汇报工作，把所负责的天津城委和铁路沿线党组织关系全部交给刘慎之。晋察冀分局决定顾磊留在根据地入中共北方分局党校接受审查，中共平津唐点线工作委员会结束。后到延安中共中央党校学习。
解放战争时期任東北民主聯軍航空學校副政委、东北军区后勤部军需处政委，汽车学校副政委，东北铁路总局政治部秘书处处长。1948年3月任吉林铁路局副局长。
1949年7月任吉林铁路局党委书记兼副局长，党委书记兼局长。1955年至1966年，吴德任吉林省委第一书记。严子涛任中共吉林省委工业交通工作部部长。1963年12月至1964年6月严子涛任吉林省经委代理主任。1964年6月任吉林省副省长兼计委主任。1966年1月任中共吉林省委常委、吉林省副省长兼省计委主任。1980年4月至1983年4月政协吉林省第四届委员会副主席。